# Ismaël Mottier
Ismaël Mottier, né le 5 octobre 1973 à Mayenne (Mayenne), est un directeur sportif français.

## Biographie
Ismaël court d'abord en minimes puis choisit l'encadrement et rejoint l’Étoile Cycliste Mayennaise où il s'occupe successivement de la sélection départementale et du pôle Espoirs en Normandie pendant six ans, avant d'effectuer des vacations au Crédit Agricole Espoirs.